# Asemwald
Asemwald ist ein Stadtteil von Stuttgart im Stadtbezirk Plieningen auf der Filderebene im Süden der Landeshauptstadt. Die dortige Großwohnanlage ist auch unter dem Spitznamen Hannibal bekannt.
Seit 1. Januar 2001 bilden die Stadtteile Hohenheim, Chausseefeld, Plieningen und Steckfeld mit Asemwald den Stadtbezirk Plieningen. Asemwald besteht vorwiegend aus drei großen Wohnhochhäusern im Birkacher Feld und Wald. Die Wohnkomplexe bildeten gemäß Bauentwurf, Baugenehmigungsunterlagen und entsprechenden Bauausführungen Ende der 1960er Jahre das Neubauprojekt Wohnstadt Asemwald zur Reduzierung der damals herrschenden Wohnraumnot. Die Fertigstellung der Wohnstadt Asemwald erfolgte im Jahr 1972. So ein Wohngebäude besitzt neben zwei Untergeschossen und dem Erdgeschoss darüber 22 Wohnetagen bis zum Penthouse, aber auch zu jeder Wohneinheit notwendigen Parkhausraum, da solcher für über 1100 Wohneinheiten mit geschaffen werden musste. Zu Infrastrukturmaßnahmen für die Errichtung der Wohnstadt Asemwald gehörte selbstredend die verkehrstechnische Erschließung inklusive nötiger Versorgungsmedien, aber auch ein Ladenzentrum und Dienstleistungsgewerbe, Restaurants, Spiel- und Sportplätze und sogar ein öffentliches Schwimmbad oben in einem der Wohnkomplexe.

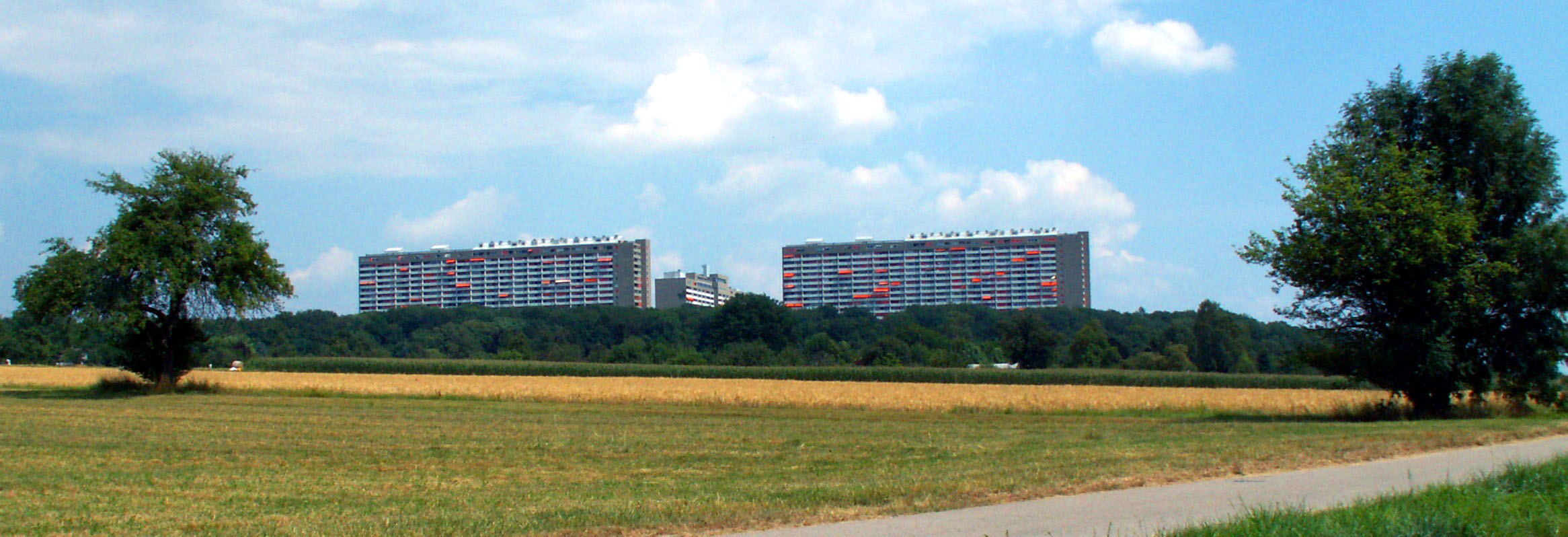
Der Asemwald-Komplex aus der Ferne

## Entstehung der Wohnstadt Asemwald

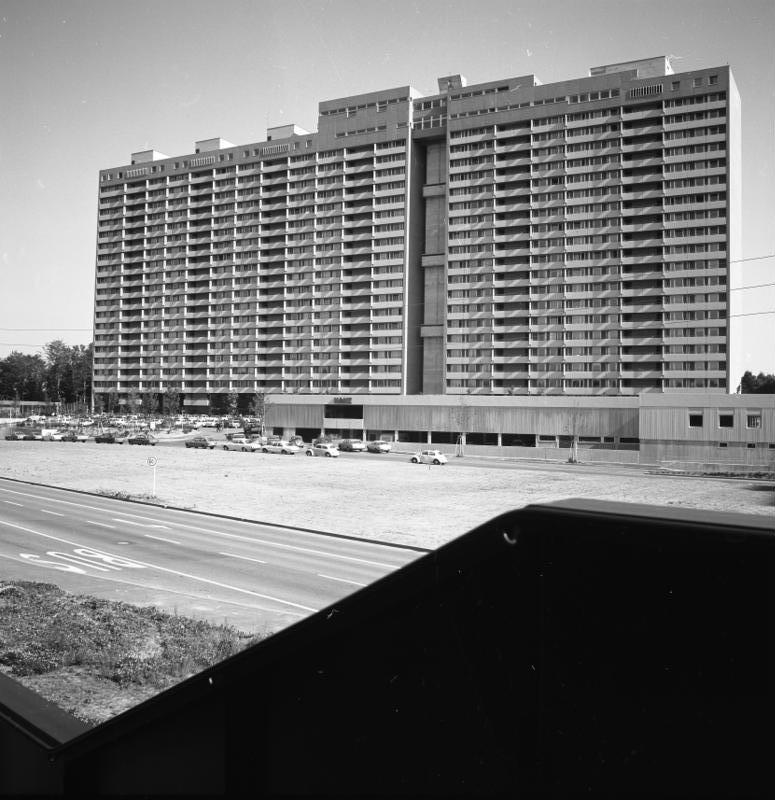
Der Asemwald in der Bauphase

Die Wohnstadt Asemwald gehört zu den großen Projekten zur Schaffung von Wohnraum in der Nachkriegszeit. Das ursprüngliche Konzept der Architekten Otto Jäger und Werner Müller sah Ende der 1950er Jahre für die geplante Anzahl von Wohnungen für fast 4.000 Menschen ein einzelnes durchgängiges Gebäude mit 650 Meter Länge und 50 Meter Höhe vor, das eines der größten Wohngebäude Europas geworden wäre. Die Stadt Stuttgart war bereits in dieser Zeit ein wirtschaftlich aufstrebendes Zentrum, und bezahlbarer Wohnraum für Arbeiter und Angestellte war eine elementare Voraussetzung für einen nachhaltigen Aufschwung, zumal Stuttgart im Zweiten Weltkrieg weit über 70 Prozent seines Wohnraumes durch Bombenangriffe verloren hatte. Das Projekt Asemwald wurde auf politischer Ebene maßgeblich vom damaligen Stuttgarter Oberbürgermeister Arnulf Klett vorangetrieben. Auch sein Baubürgermeister Walter Hoss förderte das Vorhaben und konnte während des 10-jährigen Planungsprozesses und mehrerer Planungsvarianten mit dazu beitragen, dass der ausnehmend langgestreckte Einzelbau zunächst abgeknickt und dann zweigeteilt wurde, bis er schließlich seine heutige Dreiteilung erhielt. Neben siedlungsrelevanten Überlegungen wurden zur Beurteilung der Baubarkeit der Varianten auch eingehende Windkanaltests durchgeführt.
Nach der Absage mehrerer Bausparkassen konnten die Architekten Otto Jäger und Werner Müller Anfang der 1960er Jahre die Neue Heimat Baden-Württemberg als Bauherr für das städtebauliche Experiment gewinnen. Schwerpunkte, die besondere Beachtung beim Projekt Asemwald fanden, waren:
- Schaffung stadtnahen Wohnraumes zur Linderung der Wohnungsnot
- Verbesserung des Wohnstandards
- Entwicklung städtischer Strukturen mit vielfältigen Einkaufsmöglichkeiten sowie Erholungs- und Freizeiteinrichtungen
- Wirtschaftliches und preiswertes Wohnungsangebot durch die rationalisierte Verwendung von möglichst vielen, exakt gleichen Betonfertigteilen
- Im Vergleich zu Einzelhäusern niedrige Grundstücks- und Erschließungskosten
- Eine gleichwertige Alternative zur zunehmenden Zersiedelung
- Schonung des vorhandenen Waldbestandes und Einbeziehung der Naturlandschaft
- Drei zweigeschossige Tiefgaragen unter den Außenanlagen
- Jeder Bewohner sollte im Aufzug direkt vor seine Wohnung fahren können

Das im November 1967 eingereichte Baugesuch umfasste:
- Drei Hochhäuser, eines mit 21 und zwei mit 23 Geschossen
- Insgesamt 1.143 Wohnungen für rund 3.600 Bewohner
- Mindestens 70 Prozent Verkauf an in Stuttgart Ansässige oder hier Beschäftigte

Nach zehn Jahren Planung und Projektierung wurde die Wohnstadt nach vier Jahren Bauzeit 1972 mit insgesamt 90.906 Quadratmeter Wohnfläche fertiggestellt, realisiert auf einer überbauten Fläche von nur 10.829 Quadratmetern. Die drei Gebäude stehen in versetzter, verschattungsfreier Anordnung: zwei Gebäude mit Nord-Süd- und eines, 90 Grad gedreht, mit Ost-West-Ausrichtung. Magdalena Scholz schreibt in ihrer Arbeit „Die Kontroverse der Wohnstadt Stuttgart Asemwald“: „Letztlich konnten Jäger und Müller ihre jahrelang entwickelten Ideen der Stadt im Hochhaus bei Rationalisierung der Architektur (...) umsetzen. Zwar geschah dies nicht mit ihren ursprünglichen Entwürfen, trotzdem haben die Architekten eine Wohnstadt geschaffen, die die Idee der dörflichen Struktur in einem Gebäudekomplex umsetzt. Durch die enge Zusammenarbeit der Architekten mit der Politik und dem Bauträger kann man von einem Gemeinschaftsprojekt sprechen.“

## Gebäudeplanung

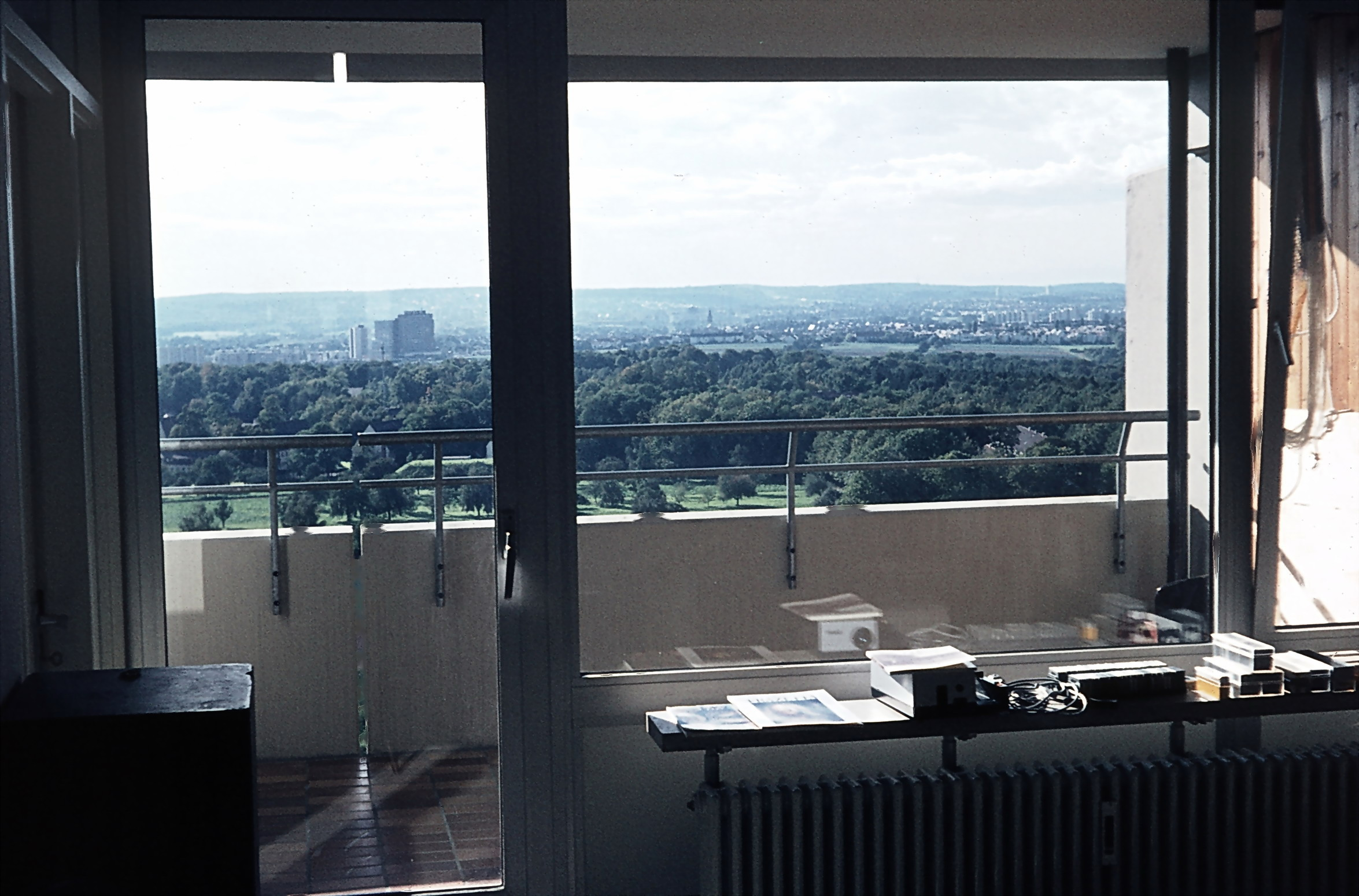
Aussicht aus einer Wohnung der Wohnstadt in Richtung Möhringen

Maßgeblich zum Erfolg der Wohnstadt Asemwald trug auch die intelligente Planung des Gebäudes bei. Die Fassaden der Längsseiten wurden bei der Planung mit zwei sehr unterschiedlichen Ausführungen entwickelt: Eine eher geschlossene Ausbildung findet sich auf den zu den Straßen hin orientierten Funktionsseiten mit außenliegenden Fluchttreppenhäusern, Aufzügen und den Arbeits- oder Schlafzimmern der Wohnungen, die sich über die gesamte Tiefe erstrecken. Hier ist eine durchgehend strukturierte Fassadengestaltung mit ausgeprägten Vor- und Rücksprüngen zu erkennen. Die durchgängigen Brüstungsbänder an jeder Etage bilden eine klare horizontale Rhythmisierung im menschlichen Maßstab. Somit sollte die Wucht der Gebäude gemindert werden. Dagegen sind die Fassaden der Wohnseiten sehr offen ausgebildet mit Aussicht nach Westen (Gebäude B und C) und Süden (Gebäude A). Die Offenheit der Fassaden lässt sich besonders nach einbrechender Dunkelheit ablesen, wenn durch die in den Wohnungen eingeschalteten Beleuchtungen ein heiteres Farbenspiel entsteht. Aufgrund ihrer Ausrichtung weg von den Straßen sind die Wohnseiten schwer von außen einsehbar und vermitteln den Bewohnenden ein ausgeprägtes privates Wohngefühl – trotz der außergewöhnlichen Größe der Wohnstadt Asemwald. Der direkte Blick aus dem Fenster auf den Wald in den unteren Etagen, über die Baumwipfel hinweg in den mittleren oder die Sicht in die Ferne in den oberen Bereichen vermittelt ein angenehmes Gefühl der Zurückgezogenheit, die durch den markanten, auskragenden Sichtschutz aus Betonfertigteilen noch verstärkt wird. Die einheitliche Farbgestaltung der textilen Sonnenschutzelemente in Orange bildet ein markantes Merkmal des Asemwaldes besonders in den sonnigen Jahreszeiten. Die Stirnseiten dagegen sind komplette Waschbetonfassaden – ein typischer Baustoff dieser Jahre, der an den Längsfassaden glücklicherweise sonst nur noch als schmales Band an den oberen Gebäudekanten eingesetzt wurde. Besonders hervorzuheben sind die beiden nach Süden ausgerichteten Stirnseiten (Gebäude B und C), bei der die Wohnqualität der dort angesiedelten Wohnungen mit großzügigen Loggien deutlich gesteigert wurde.

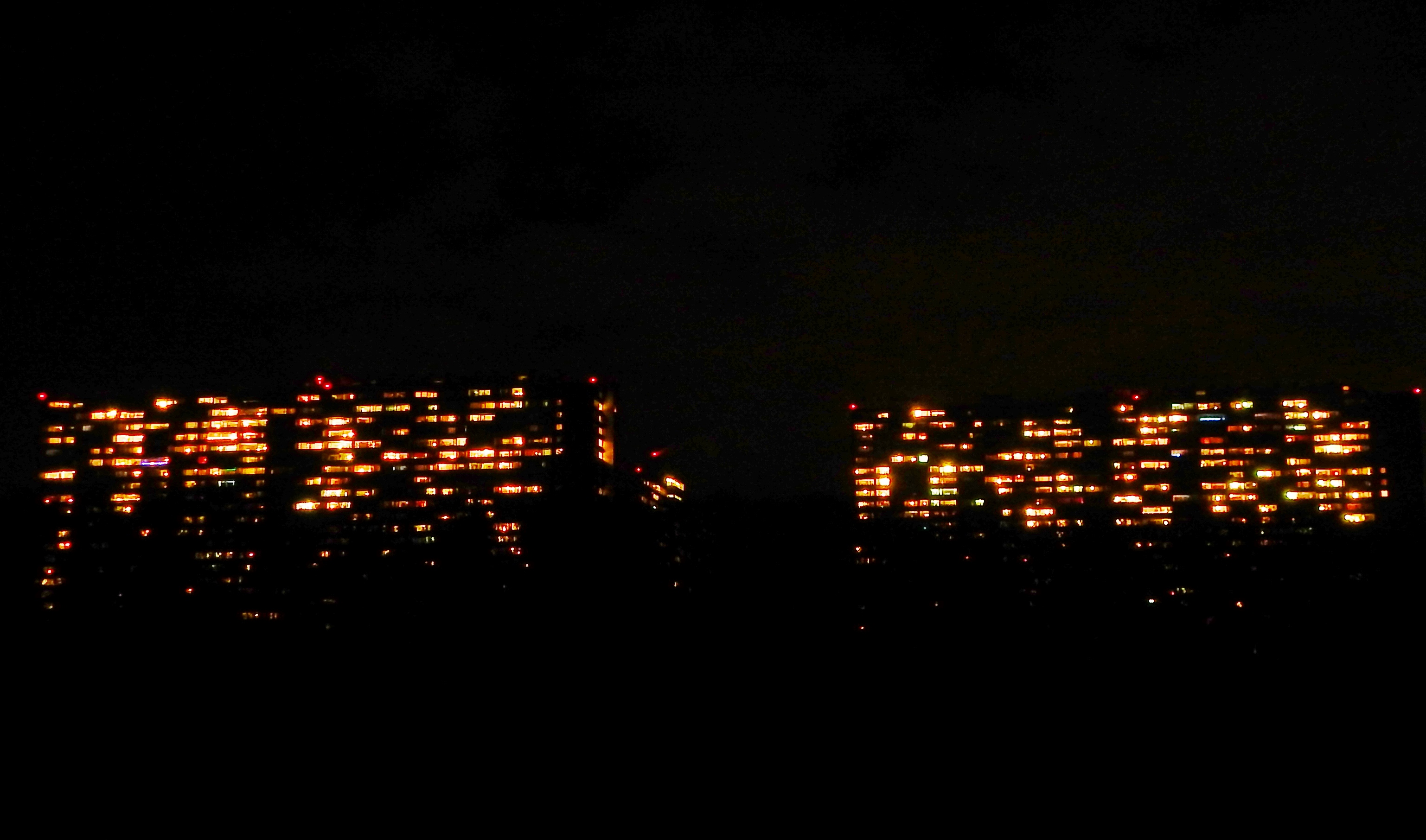
Der Asemwald bei Nacht, gut sichtbar die nahezu vollständig offen gestaltete Fassade

Die komplette Eingangsfläche im Erdgeschoss ist ausschließlich für gemeinschaftlich genutzte Bereiche vorgesehen: Waschküchen mit Trockenräumen, Fahrrad- und Müllräume sowie die Erschließungszonen. Jeweils zwei Häuser teilen sich einen Eingang.

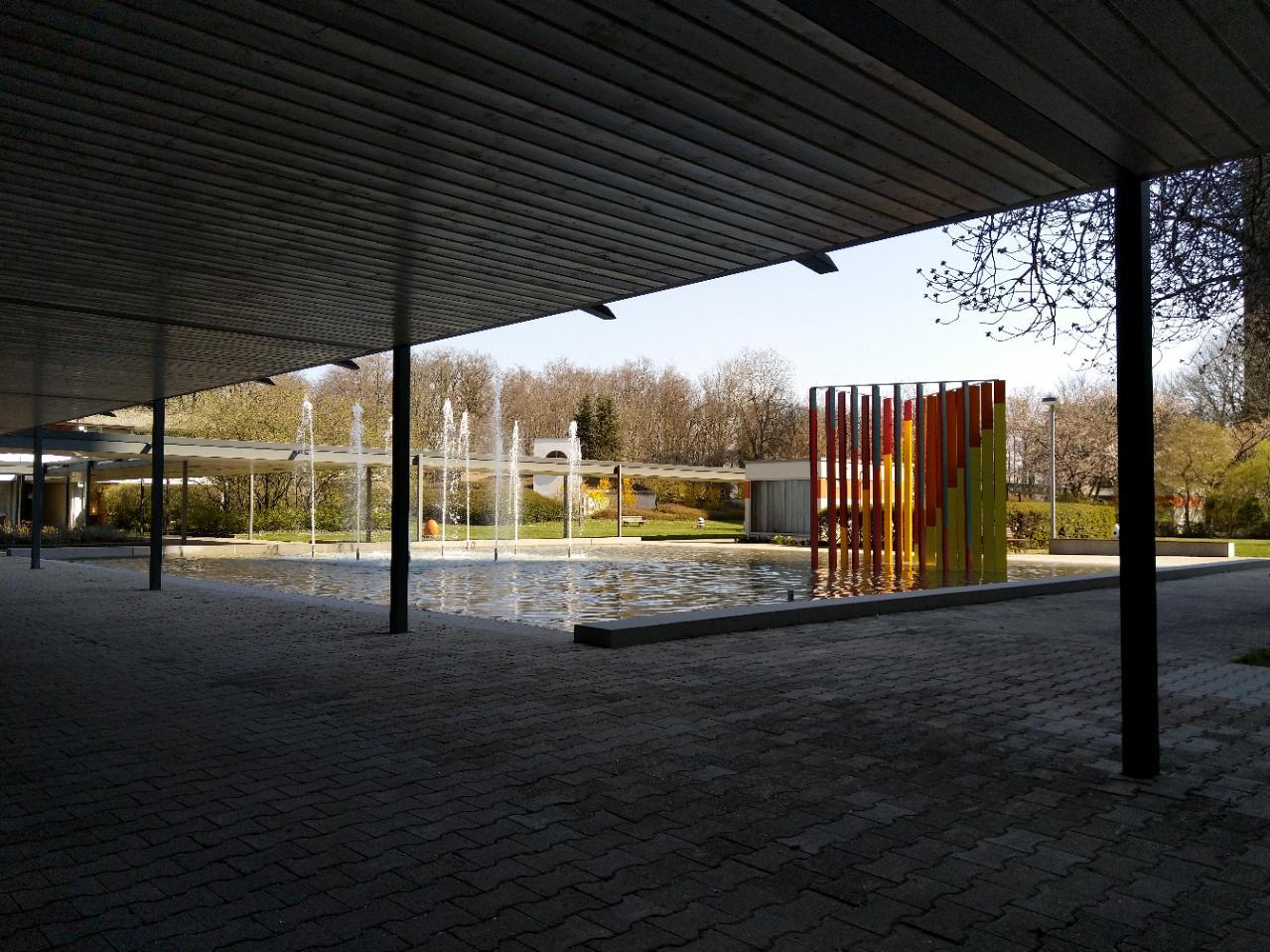
Brunnen im Zentrum der Wohnstadt

Die Innenwände sind im originalen 70er-Jahre-Stil gestaltet, mit kräftigen Farblinien auf olivfarbenem Grund. Die Muster und Linienfarben variieren individuell in jedem Eingangsbereich. Die Betonflächen der Aufzugsschächte und Fluchttreppen sind in leuchtendem Orange bzw. Gelb gestrichen. In allen Eingängen gibt es einen möblierten, offenen Aufenthaltsbereich mit einem runden Tisch als Treffpunkt und Büchertauschplatz, der bis heute rege genutzt wird. Jedes Haus hat einen Doppelaufzug, der als „vertikale Dorfstraße“ dient und Gelegenheit für kurze Nachbarschaftsgespräche bietet, was das Gemeinschaftsgefühl stärkt. In jeder Etage befinden sich nur drei Wohnungseingänge. Der gemeinsame Bereich ist durch die von den Nachbarn gemeinsam gestaltete Wand- und Bodengestaltung individuell gestaltet. Diese Aufteilung in kleine Einheiten führt trotz der Größe der Anlage zu einem Gemeinschaftsgefühl ohne anonymes Wohnen, was sich von anderen Hochhausanlagen unterscheidet. Dies hängt mit der architektonisch anspruchsvollen Gestaltung zusammen, durch die es keine sozialen Brennpunkte gibt. Bei den Wohnungen gilt das Prinzip des Durchwohnens. Die größeren Wohnungen erstrecken sich über die gesamte Gebäudetiefe und bieten Ausblicke in zwei Himmelsrichtungen. Die kleineren Wohnungen in der Mitte haben nur einen Ausblick, da Aufzüge und Treppenhaus einer Erschließung auf beiden Fassadenseiten entgegenstehen.

## Außenbereich der Wohnstadt Asemwald
Das Grundprinzip der Landschaftsgestaltung im Asemwald basierte auf einer abnehmenden Gestaltungsintensität vom Innenbereich der Anlage bis hin zum angrenzenden Wald. Dabei wurden Elemente der klassizistisch-barocken und der landschaftlich-englischen Gartengestaltung kombiniert, um Abwechslung und Spannung zu erzeugen. Im Innenbereich finden sich streng geometrische Elemente wie ein rechtwinkliges Wasserbecken, Rosenbeete und in Reihen gepflanzte Hochstämme. Auf der Tiefgarage wurden rechtwinklige Beete mit kleinkronigen Bäumen angelegt. Entlang der Gebäude wurden gleichmäßig Sträucher gepflanzt und ruhige Unterpflanzungen geschaffen. Zur Gliederung der Rasenflächen dienten geschnittene Hecken. Mit zunehmender Entfernung von den Gebäuden geht die Gestaltung in eine naturnähere Form über. Hier findet man eine sanfte Geländemodellierung und frei wachsende Bäume und Sträucher. Der angrenzende Wald wurde weitgehend in seinem natürlichen Zustand belassen, was einen reizvollen Kontrast zum städtisch geprägten Innenbereich schafft. Entgegen der ursprünglichen Idee der Neuen Heimat, den bestehenden Wald in einen Waldpark umzuwandeln, entschieden sich die Planer für den Erhalt des natürlichen Waldbestands. Um dies zu gewährleisten, wurde vor Baubeginn ein stabiler Zaun um die Baustelle errichtet, der die angrenzenden Waldstreifen schützte. Diese Maßnahme trug nicht nur zur Kostenersparnis bei, sondern bewahrte auch ein Stück ökologischer Einheit. Die Erschließung des Geländes stellte eine besondere Herausforderung dar. Um den Charakter städtischer Straßen zu vermeiden, wurden im Innenbereich Geh- und Fahrwege auf gleicher Höhe ohne Randsteine gepflastert. Zur Verkehrsberuhigung wurden versetzte und durch Schwellen geschützte Pflanzbeete angelegt. Für die Pflasterung kamen die damals neuartigen Behatonsteine zum Einsatz, während für niedrige Mauern trockene Betonformsteine verwendet wurden. Die Planung umfasste auch zahlreiche Spiel- und Freizeiteinrichtungen wie Schach, Boccia, einen Trimm-dich-Pfad und Spielplätze für verschiedene Altersgruppen. Viele dieser Anlagen wurden im Waldbereich entlang eines umlaufenden Spazierweges angeordnet. In Anlehnung an den Zeitgeist der späten 1960er Jahre wurden statt industriell gefertigter Spielgeräte naturnahe Kletter- und Balanciergeräte aus Holz geschaffen. Für sportliche Aktivitäten wurden Flächen auf der Tiefgarage angelegt, darunter Tennisplätze und ein kleiner Fußballplatz. Ein besonderes Merkmal des Asemwalds ist die Wiese am Waldrand zum Birkacher Feld. Früher ausschließlich landwirtschaftlich genutzt, bietet sie heute die Möglichkeit, einen abgestuften Waldrand mit blühendem Saum und Ruheplätzen zu gestalten. Dies schafft nicht nur für die Bewohner, sondern auch für Spaziergänger aus den umliegenden Gebieten einen attraktiven Erholungsraum. Das Erscheinungsbild der Freianlagen mit ihrer vielfältigen Vegetation und den zahlreichen Aufenthaltsmöglichkeiten trägt wesentlich zum Wohnwert des Asemwalds bei. Die gelungene Integration von Architektur und Landschaftsgestaltung macht den Asemwald zu einem bemerkenswerten Beispiel für den Wohnungsbau der Nachkriegsmoderne in Deutschland.

## Asemwald heute
Bis heute erfreut sich der Asemwald großer Beliebtheit und ist ein positives Gegenbeispiel zu zahlreichen Großsiedlungen, welche mit sozialen Problemen zu kämpfen haben. Schlüssel hierfür ist die durchdachte, hochwertige Planung sowie die Tatsache, dass es sich ausschließlich um überwiegend selbstgenutzte Eigentumswohnungen handelt. Bis heute weist der Asemwald die mit Abstand höchste Eigentumsquote der Stadt Stuttgart auf, diese lag 2012 bei 80,2 %; konkret bedeutet dies, dass 80 % der Bewohner in Eigentumswohnungen wohnen und nur 20 % Mieter sind. Die Bewohner legen bis heute großen Wert auf ein gemeinsames Leben; Aktivitäten wie Konzerte, Spieleabende und das eigene Magazin „Asemwald Intern“ fördern den Zusammenhalt. Der Asemwald zeigt mit die stärkste Beharrungstendenz in Stuttgart: die Bewohner leben überdurchschnittlich lange dort, was sich wiederum auf die hohe Lebensqualität zurückführen lässt. Die verhältnismäßig alte Bevölkerung verjüngt sich derzeit leicht, da wieder jüngere Familien in den Asemwald ziehen.
Es existieren bis heute zahlreiche Arbeitskreise bzw. Vereine sowie Aktivitäten, die das Zusammenleben und den Zusammenhalt der Bewohner stärken:
- TC Asemwald, Tennisclub
- Umweltschutzverein Asemwald
- Asemwald Intern, ein hauseigenes Mitteilungsblatt, das vierteljährlich erscheint
- zahlreiche Arbeitskreise zu diversen Themen wie Literatur, Religion und Architektur
- Verwaltungsbeirat der Wohnstadt Asemwald
- Jährlich stattfindendes Brunnenfest
- Musikfeste, etwa das Jazzfest

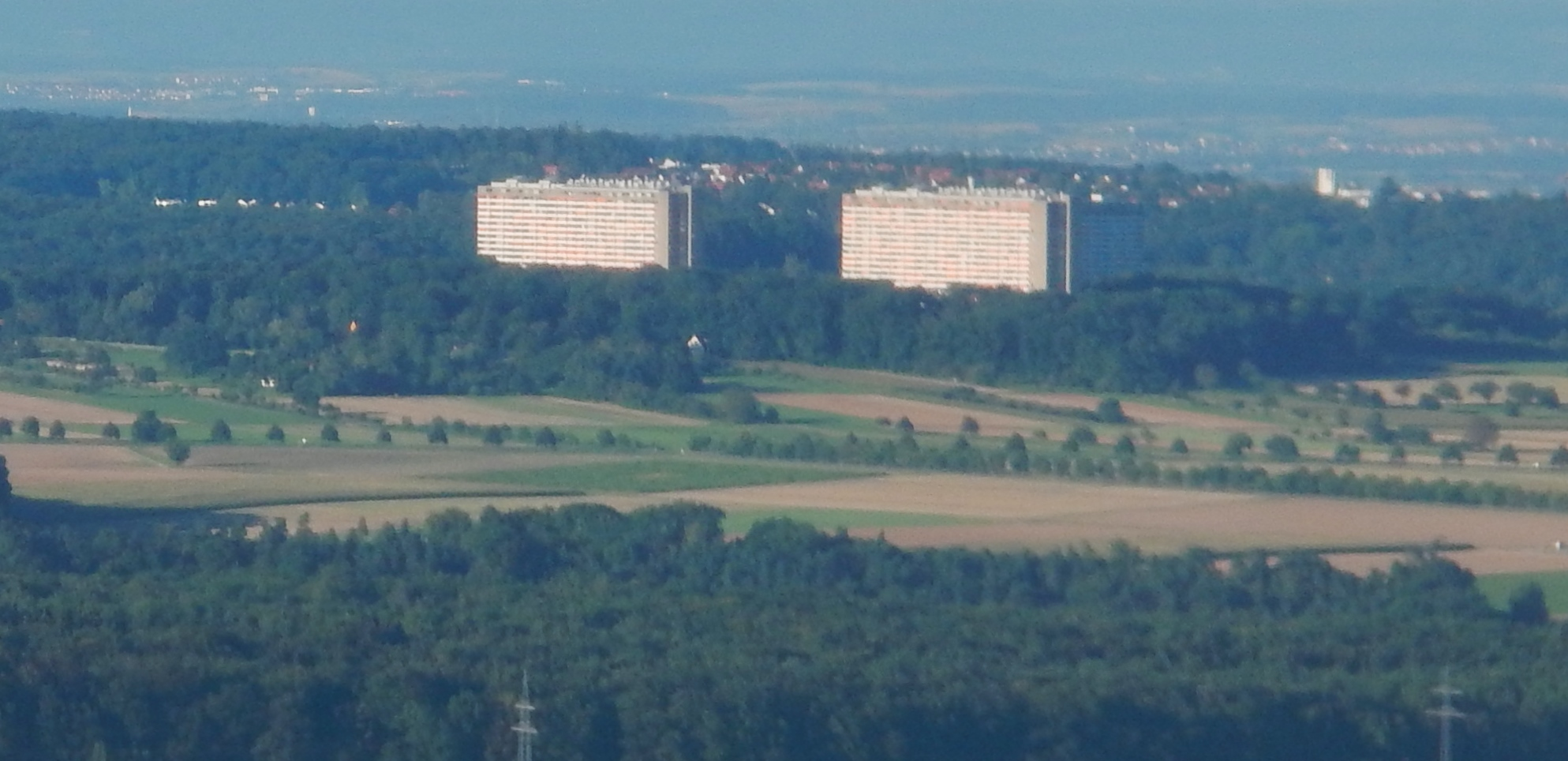
Wohnstadt Asemwald aus der Ferne
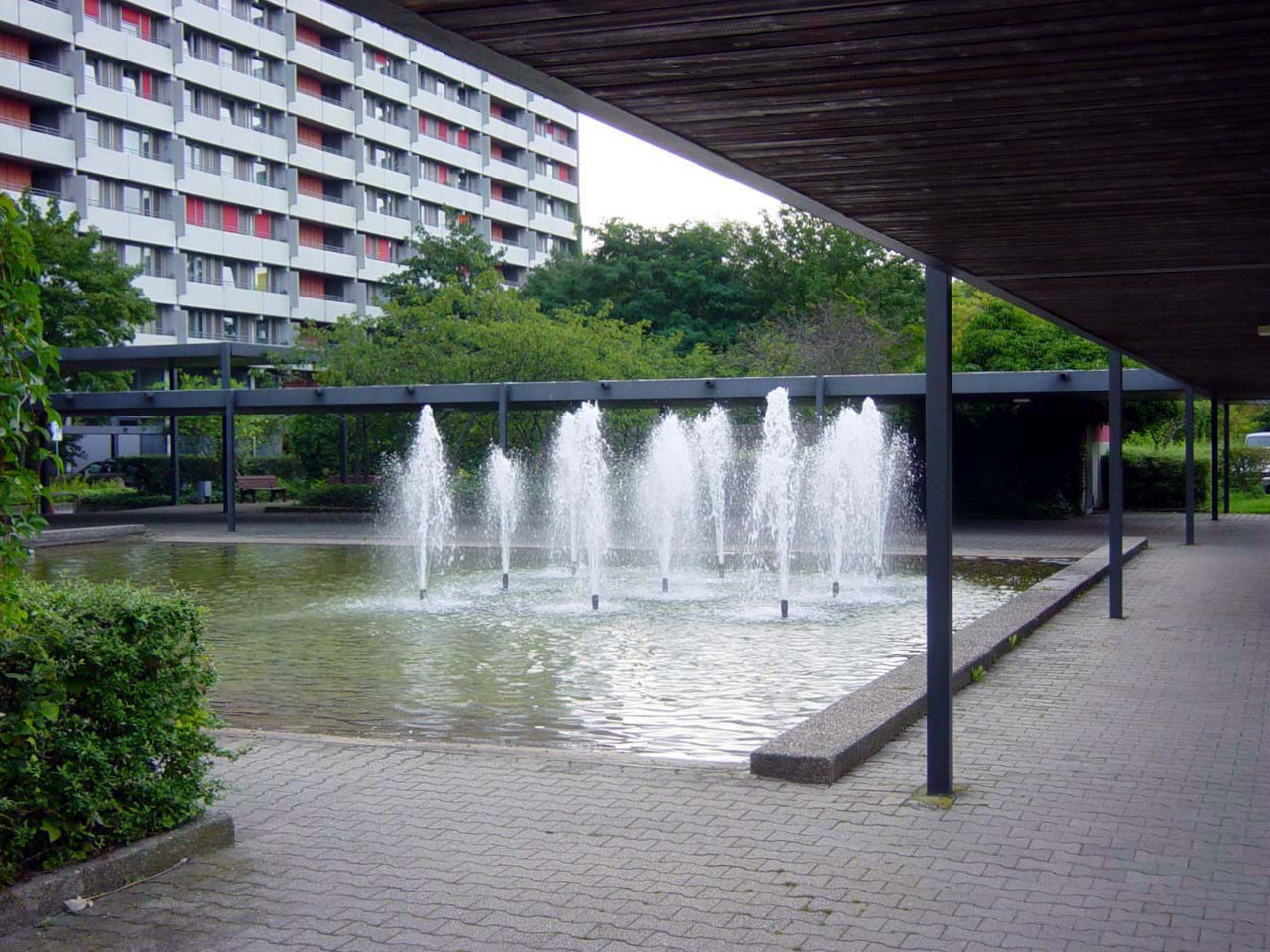
Brunnen im Zentrum des Asemwaldes
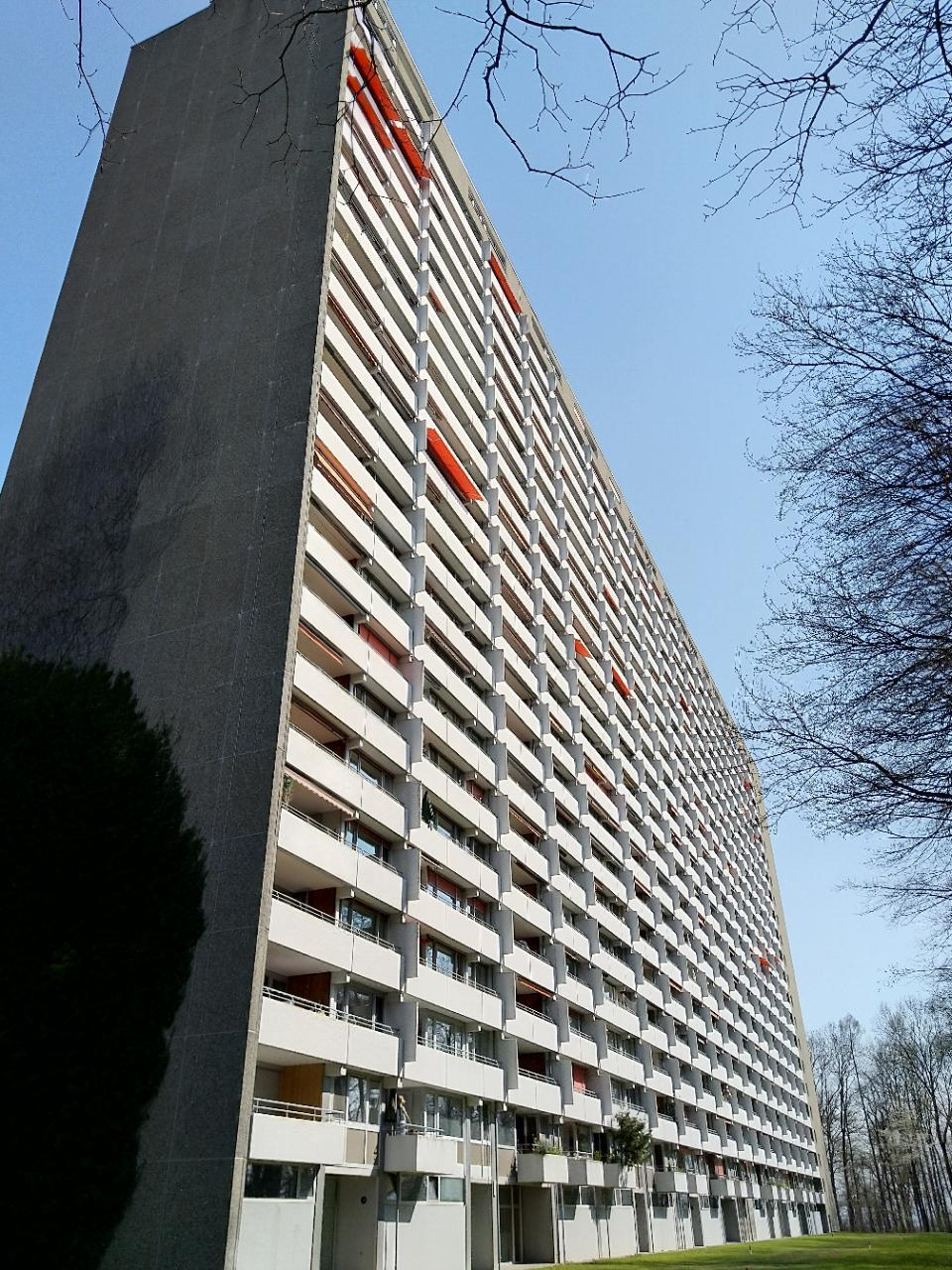
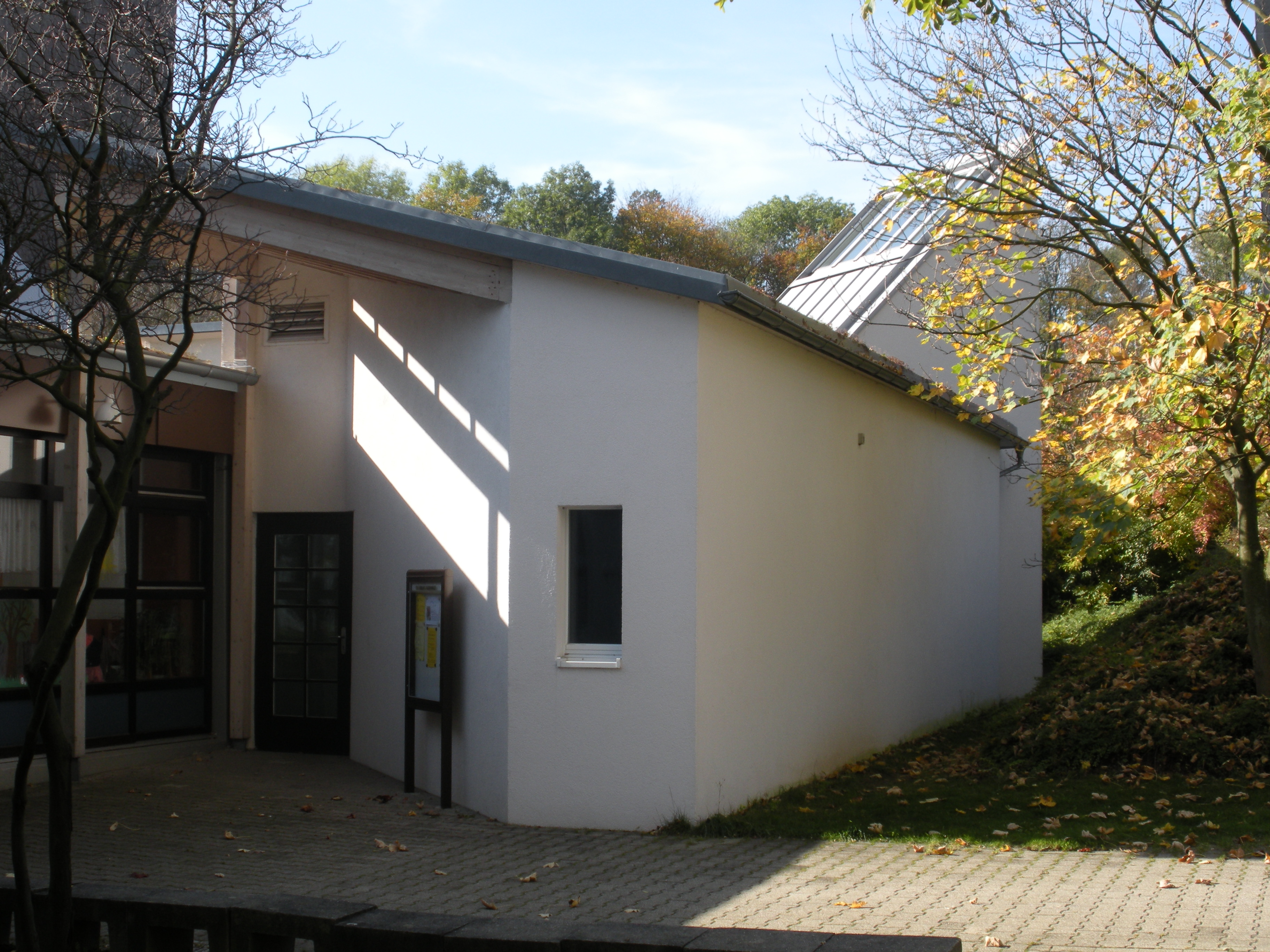
Gemeindezentrum
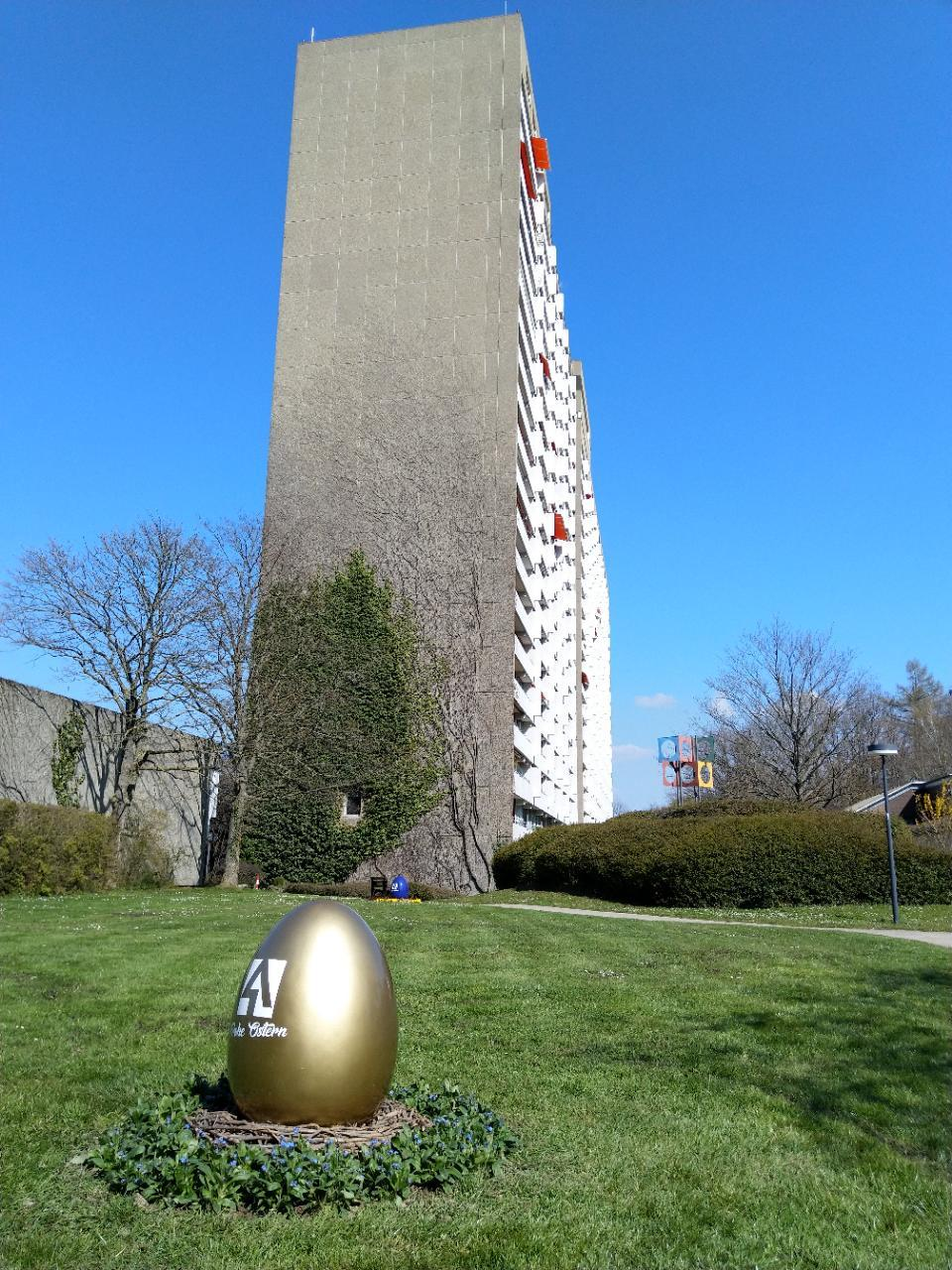
Ostereier, diese werden zur Osterzeit jährlich aufgestellt
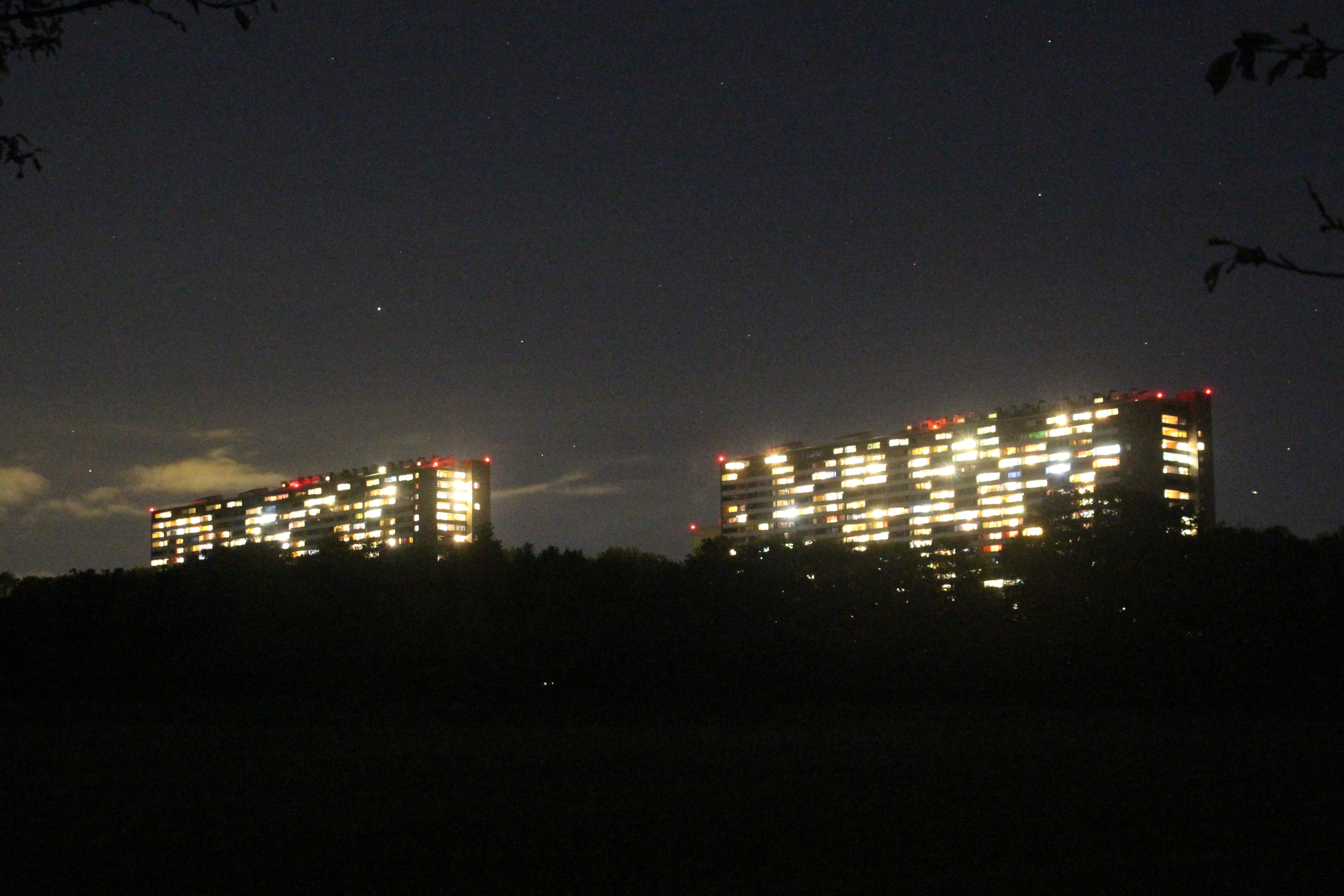
Asemwald bei Nacht
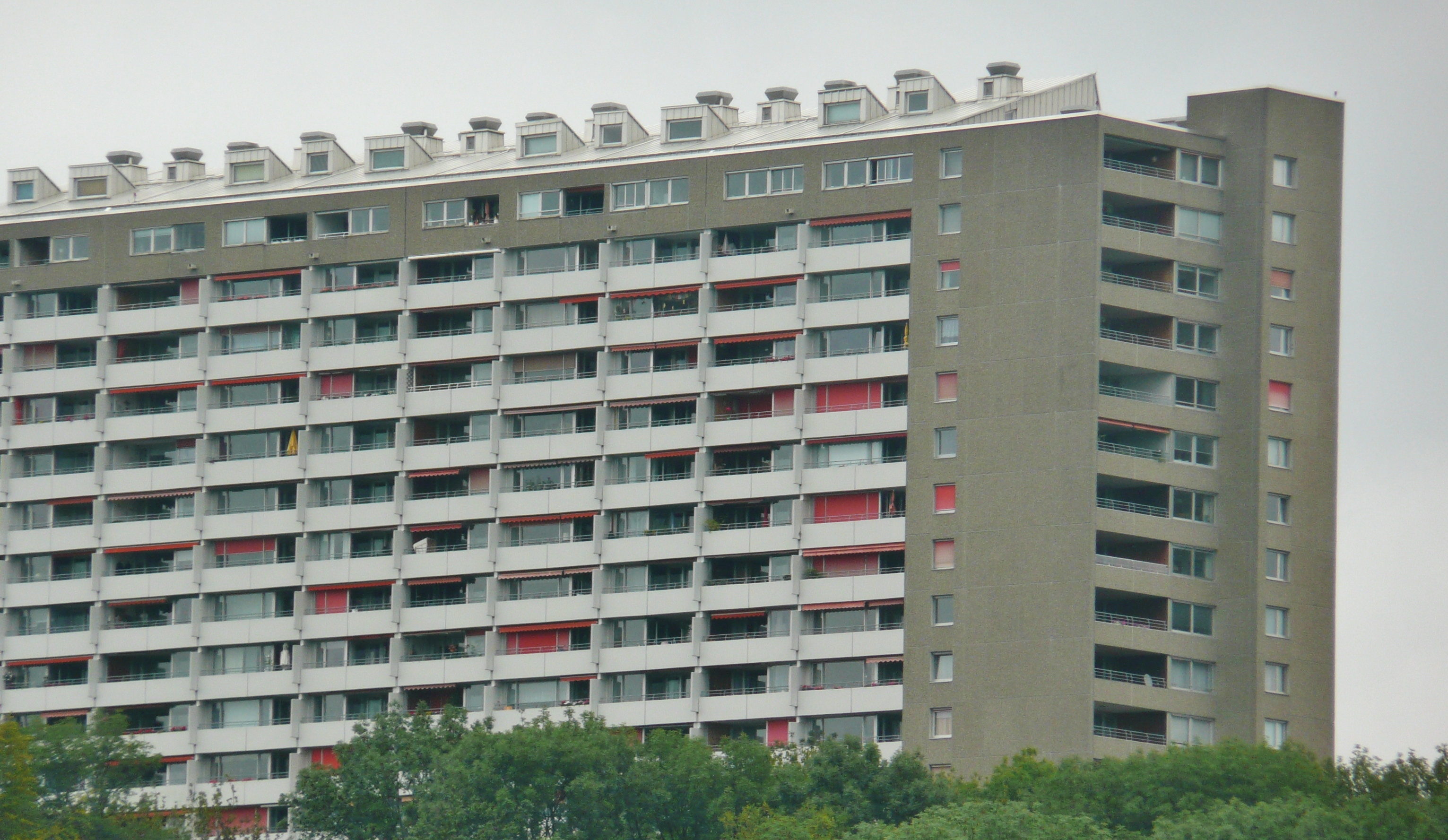
Sicht auf die Penthouse- sowie Maisonettewohnungen im 22. OG
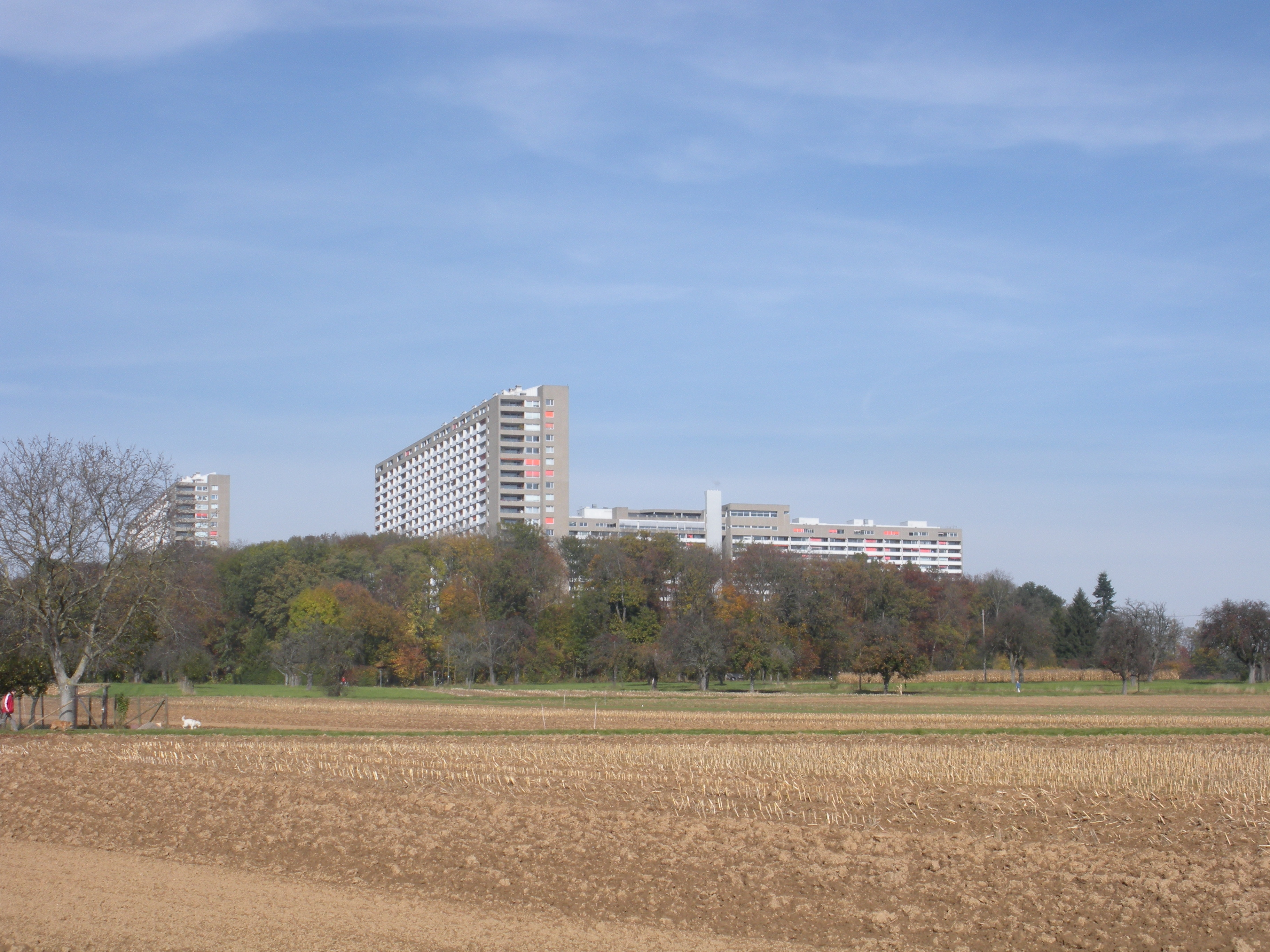
Asemwald vom Birkacher Feld aus gesehen
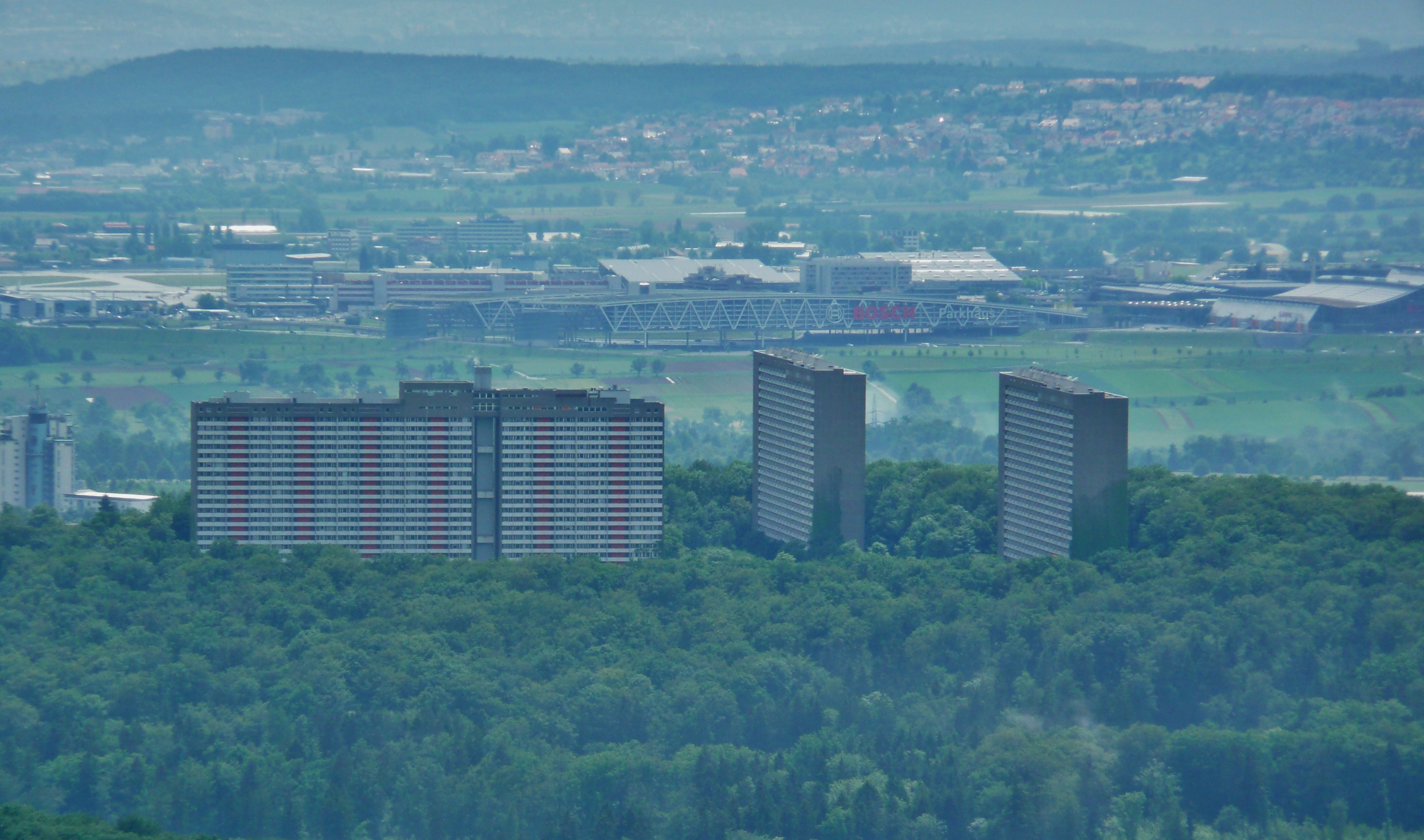
Asemwald mit Messe im Hintergrund
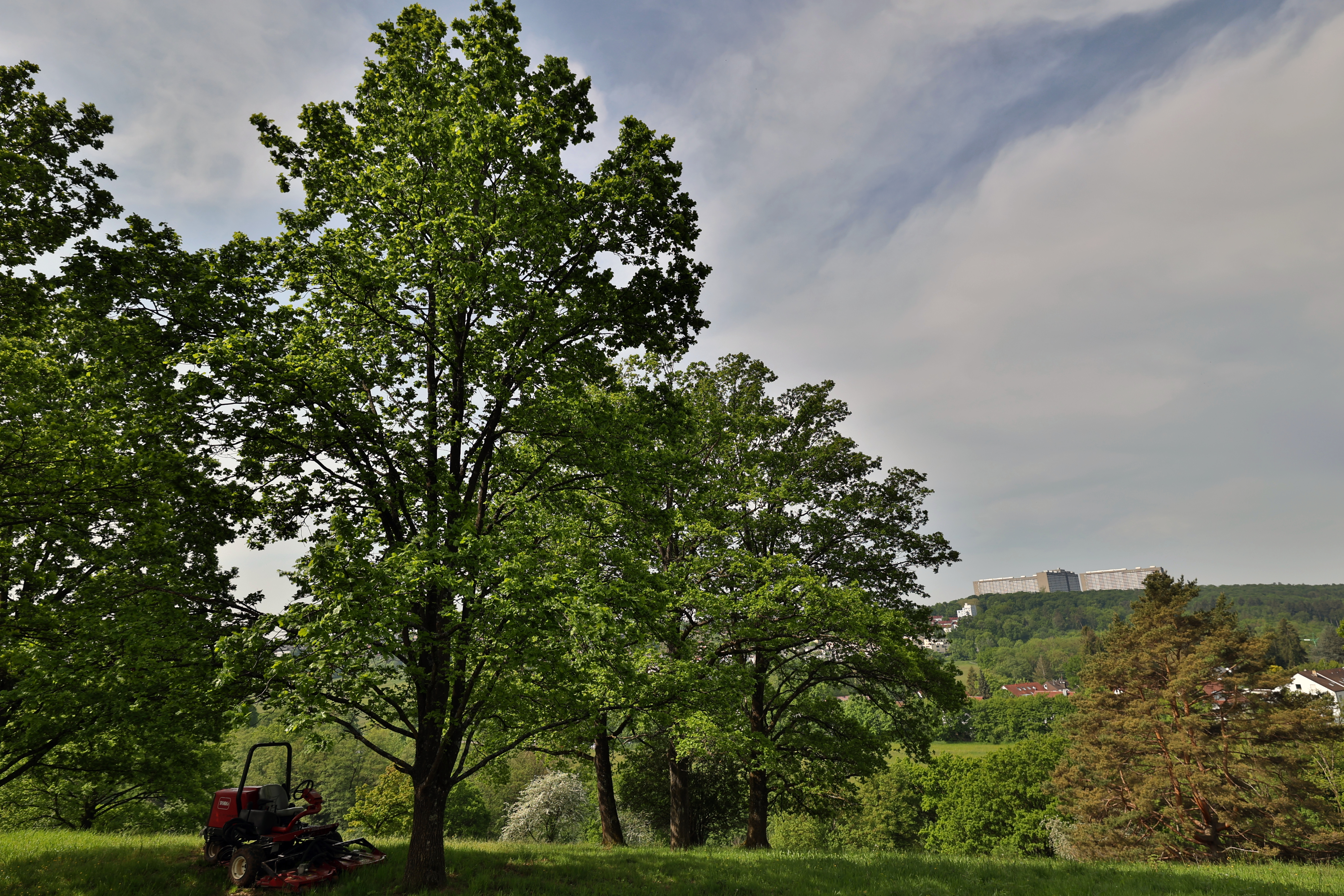
Mittlerer Eichenhain, Blickrichtung Westen, Asemwald-Hochhaus im Hintergrund

## Besonderheiten der Wohnstadt Asemwald

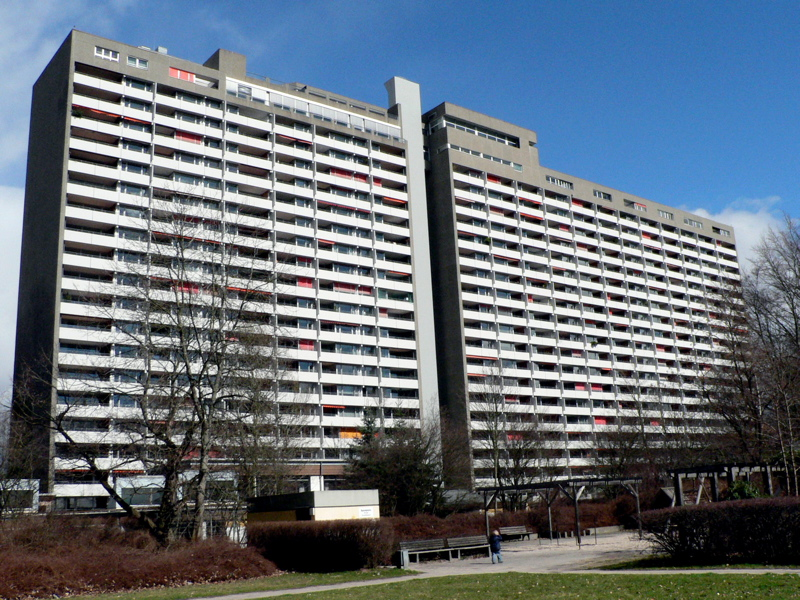
Wohnblock, rechts im obersten Geschoss das Panoramabad, links das Restaurant

Die Wohnstadt Asemwald wurde von Beginn an als hochwertige Anlage geplant und zeichnet sich durch einige Besonderheiten aus:

### Tennisclub Asemwald (TC Asemwald)
Der TC Asemwald ist ein Tennisclub innerhalb der Wohnanlage mit 5 Kunstrasenplätzen sowie einem Clubhaus mit eigener Gastronomie. Der Tennisclub befindet sich im Eigentum der WEG Asemwald und wird an den TC Asemwald vermietet. Er befindet sich umgeben vom Wald auf Tiefgaragen der Wohnstadt Asemwald.

### Panoramabad mit Sauna
Ein Highlight ist das öffentlich zugängliche Panoramabad mit Saunabereich und Massageräumen. Es befindet sich in einem der Hochhäuser im 22. Stockwerk und bietet einen einzigartigen Panoramablick auf den Stuttgarter Fernsehturm, die Schwäbische Alb und den Flughafen Stuttgart. Vorgelagert ist eine große Sonnenterrasse. Das Panoramabad ist sowohl für Bewohner als auch für Besucher geöffnet.
Die Einrichtung des Schwimmbads erfolgte im Rahmen der Errichtung der Wohnstadt Asemwald selbst. Es war Teil eines umfassenden Konzepts, das darauf abzielte, den Bewohnern eine möglichst vollständige Infrastruktur und vielfältige Freizeitmöglichkeiten direkt vor Ort zu bieten. Neben dem eigentlichen Schwimmbecken verfügt die Anlage auch über eine Sauna, was das Wellness-Angebot abrundet.

### Bella Vista Sky Restaurant
Im obersten Stockwerk eines der Hochhäuser befindet sich das Restaurant „Bella Vista Sky“ (auch „Miladys“ genannt), das einen beeindruckenden Rundumblick über Stuttgart bietet. 

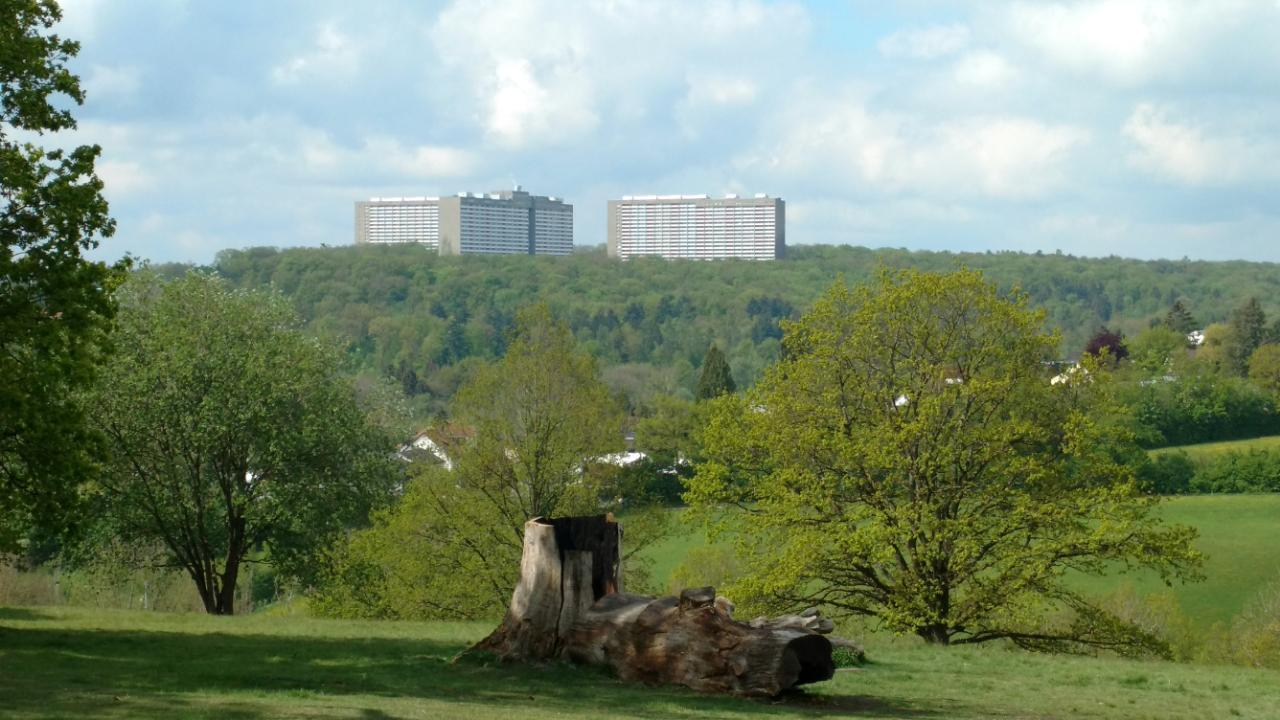
Asemwald aus der Ferne, eingebettet in den Wald

### Barrierefreie Infrastruktur
Die Wohnstadt verfügt über eine gute Infrastruktur mit Geschäften für den täglichen Bedarf wie Supermarkt, Bäckerei, Bank, Friseur und Ärzten – alles barrierefrei erreichbar. Auch betreutes Wohnen ist möglich. Diese Barrierefreiheit war von Beginn an Teil des Konzeptes der Wohnstadt Asemwald. Aufgrund dieser baulichen Besonderheit erfreut sich der Asemwald auch bei älteren Menschen großer Beliebtheit.

### Einkaufsmöglichkeiten
Von Beginn an sollte die Wohnstadt Asemwald eine gewisse Autarkie aufweisen, so gibt es eine kleine Ladenpassage mit Supermarkt, Frisör, Bäcker, Bank und weiteren Geschäften des täglichen Bedarfs; auch gibt es ein Fitnessstudio, ein Solarium sowie eine Außengastronomie.

### Privatwald
Die drei Blöcke sind von einem Wald umgeben, welcher ebenfalls zur WEG gehört. Gepflegt wird dieser durch die Gemeinschaft. Im Wald ist ein Weg zum spazieren angelegt, es gibt zahlreiche Sitzmöglichkeiten, einen kleinen Spielplatz, Tischtennisplatten, einen Trimm-Dich-Pfad. Im Wald gibt es einen informellen Platz, welcher nach dem Schauspieler und Bewohner des Asemwaldes, Dietz-Werner Steck, „Bienzle“ benannt wurde. Hinter dem Wald schließt das Birkacher Feld an.
Der natürlich vorhandene Wald in diesem Gebiet ist ein Buchen-Eichenwald, der neben den namensgebenden Arten auch Bergahorn, Esche, Bergulme, Spitzahorn und Sommerlinde beheimatet. Der heutige Asemwald spiegelt diese ursprüngliche Zusammensetzung weitgehend wider, mit einem Baumbestand, der teilweise 80 bis 120 Jahre alt ist. Besonders im Nordwesten finden sich alte Buchen und Eichen, während sich an lichteren Stellen eine dichte Naturverjüngung aus verschiedenen Laubbaumarten entwickelt hat. Die Waldstruktur variiert innerhalb des Gebiets. Im Westen dominiert die Esche, im Osten die Buche, während Eichen, vorwiegend Stieleichen, überall zu finden sind. Weitere Baumarten wie Bergahorn, Spitzahorn, Hainbuche, Birke, Kirsche und Robinie ergänzen den Bestand. Vereinzelt kommt auch die Lärche als Nadelbaum vor. Bemerkenswert ist, dass die ursprünglich im Osten häufig vertretene Fichte aufgrund eines starken Befalls durch den Wurzelschwamm vollständig entfernt werden musste. Historisch wurde der Wald als Mittelwald bewirtschaftet, eine Nutzungsform, die im 19. Jahrhundert allmählich in Hochwald überführt wurde. Spuren dieser früheren Bewirtschaftungsform sind noch am Waldrand zum Birkacher Feld erkennbar. Während des Zweiten Weltkriegs erlitt der Wald durch Bombenabwürfe erhebliche Schäden, wobei die meisten betroffenen Flächen später überbaut wurden. In jüngerer Zeit wurden Anstrengungen unternommen, die Artenvielfalt des Waldes weiter zu erhöhen. Mit Zustimmung der Eigentümergemeinschaft wurden seltene Baumarten wie Elsbeere, Speierling und Esskastanie angepflanzt, die bisher im Asemwald nicht vertreten waren. Das übergeordnete Ziel aller Maßnahmen ist es, eine naturnahe Bestockung mit einem ansprechenden Waldbild zu erhalten, das nicht nur ökologisch wertvoll ist, sondern auch zur Werterhaltung der Wohnanlage beiträgt. Der Asemwald stellt somit ein bemerkenswertes Beispiel für die gelungene Integration von Wohnraum und Naturerhalt dar und zeigt, wie städtebauliche Entwicklung und ökologische Verantwortung in Einklang gebracht werden können.

### Weitere Einrichtungen

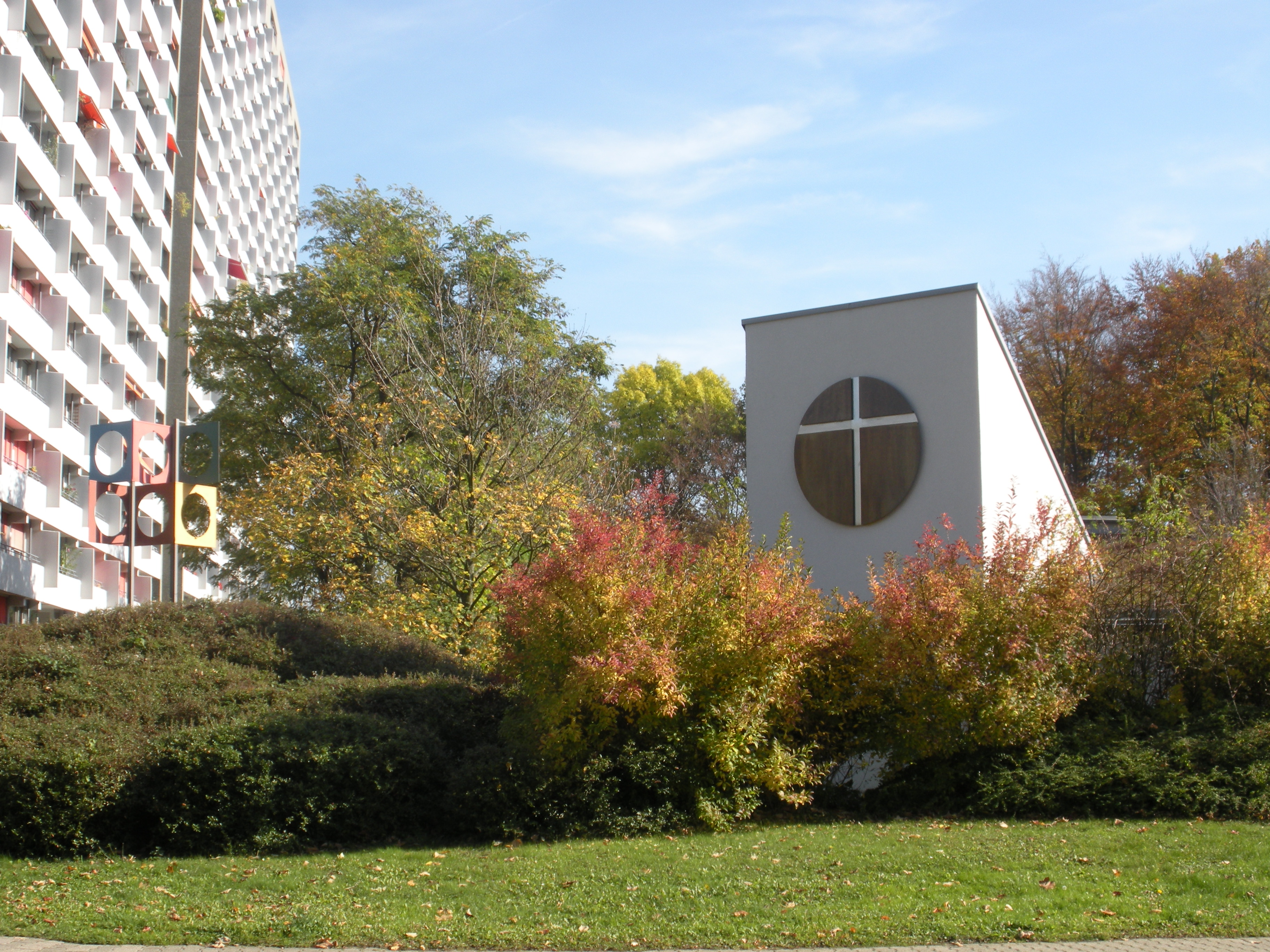
Gemeindezentrum

Es existiert weiterhin ein ökumenisches Gemeindezentrum, ein Kindergarten, ein Spielplatz, eine Bocciabahn, ein Bolzplatz sowie ein Amphitheater. Auf den Dächern der Häuser befinden sich teilweise Panoramaterrassen, welche durch die Bewohner genutzt werden können. Im Eigentum der WEG stehen weiterhin mehrere Wohnungen; jedes Haus hat ein Hausmeisterbüro; bei Problemen können sich die Bewohner an diesen wenden. Weiterhin hat die Hausverwaltung ebenfalls ein Büro direkt in der Wohnstadt Asemwald. Für Besucher stehen entlang der Häuser zahlreiche Parkplätze zur Verfügung.

## Prominente Bewohner
Im Asemwald wohnen und wohnten zahlreiche bedeutende Persönlichkeiten des öffentlichen Lebens. Bevorzugt wohnen diese in den oberen Etagen mit Panoramablick, teilweise in pentouseartigen Wohnungen mit großen Dachterrassen.
- Dietz-Werner Steck, deutscher Schauspieler, „Bienzle“
- Peter O. Chotjewitz, deutscher Schriftsteller
- Klaus Croissant, deutscher Rechtsanwalt, bekannt durch die Verteidigung von RAF-Mitgliedern
- Gebhard Fürst, deutscher Bischof
- Max Bächer, deutscher Architekt
- Hans Luz, deutscher Garten- und Landschaftsarchitekt
- Ernst Elitz, deutscher Jorunalist
- Annette Krause, deutsche Journalistin
- Günter Freund, deutscher Rundfunkmoderator
- Manfred Nägele, Leiter der Fernseh-Hauptabteilung „Kultur & Gesellschaft“ beim damaligen SDR
- Ida Raming, Theologin, Autorin und Pädagogin
- Tillmann Reinbeck, deutscher Hochschullehrer und klassischer Gitarrist
- Erich Brodbeck, deutscher Jorunalist, Gründer des Stuttgarter Weindorfes sowie Träger des Bundesverdienstkreuzes
- Theodor Bergmann, deutscher Agrarwissenschaftler

## Belletristik
- Carin Chilvers: Tod im Asemwald – Privatdetektivin R. Volk, Kriminalroman, 2011, SWB-Verlag Stuttgart, ISBN 978-3-942661-02-7